# Dreampunk
Sonoramente, o dreampunk se baseia na atmosfera e na estrutura repetitiva do vaporwave, influenciando pela música ambiente. É um subgênero que se concentra em sonhos que têm o poder de afetar a realidade. Os principais elementos que o dreampunk ilustra são eventos mentais, tecnologia psiônica e também vários estados de consciência, poder cerebral, anomalias psicológicas e esoterismo.